# Apremont (Ardenne)
Apremont è un comune francese di 131 abitanti situato nel dipartimento delle Ardenne nella regione del Grand Est.

## Società

### Evoluzione demografica
Abitanti censiti